# Kaempferol
Kaempferol (3,4′,5,7-tetrahydroxyflavone) is een uit planten afkomstige flavonol, behorende tot de klasse flavonoïden.
Veel kaempferolglycosiden, bijvoorbeeld kaempferitrine en astragaline, kunnen uit planten worden geïsoleerd. De biosynthese vindt plaats vanuit fenylalanine, waaruit 4-coumaryl-CoA wordt gevormd.. Vervolgens wordt de naringenine chalcon (tetrahydroxy chalcon) gevormd door chalconsynthase met drie malonyl-CoA. Naringenine wordt hieruit gevormd en gehydroxyleerd tot dihydrokaempferol, waaruit kaempferol wordt gevormd door dehydrogenering.

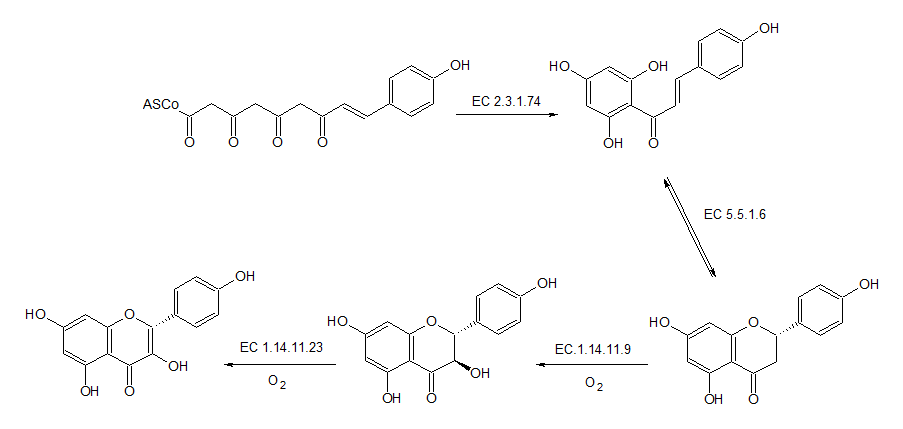
Biosynthese van kaempferol

Kaempferol is een fyto-oestrogeen en wordt onderzocht in verband met de apoptose van kankercellen. Er zijn aanwijzingen dat de oestrogene werking van kaempferol een positief effect zou kunnen hebben op postmenopauzale osteoporose. Bovendien heeft kaempferol antimicrobiële, ontstekingsremmende, cardio- en neuroprotectieve, pijnstillende en anxiolytische effecten. 

## Voorkomen
Kaempferol komt voor bij Pteropsida, coniferen en bedektzadigen. Bij Pteropsida en coniferen komt kaempferol bij diverse families voor. Kaempferol komt zowel voor bij tweezaadlobbigen en eenzaadlobbigen van de bedektzadigen. De totale gemiddelde inname van flavonolen en flavonen in een normaal dieet wordt geschat op 23 mg / dag, waaraan kaempferol ongeveer 17% bijdraagt.
Veel voorkomende voedingsmiddelen die kaempferol bevatten zijn: appels,  druiven, tomaten, groene thee, aardappelen , uien, broccoli, spruitjes, pompoen, komkommers, sla, sperziebonen, perziken, bramen, frambozen, en spinazie. Planten waarvan bekend is dat ze kaempferol bevatten, zijn:  Aloë vera , tindola, Cuscuta chinensis ,  Euphorbia pekinensis , sojaboon, sint-janskruid , grove den, peperwortelboom, rozemarijn, gewone vlier, en Toona sinensis, en  Ilex .
| Voedsel                                       | Kaempferol (mg/100g) |
| --------------------------------------------- | -------------------- |
| kappertjes, rauw                              | 259                  |
| saffraan                                      | 205                  |
| kappertjes, ingeblikt                         | 131                  |
| rucola, rauw                                  | 59                   |
| boerenkool, rauw                              | 47                   |
| sareptamosterd, bladeren, rauw                | 38                   |
| gember                                        | 34                   |
| gewone boon, rauw                             | 26                   |
| chinese kool, rauw                            | 23                   |
| dille, vers                                   | 13                   |
| tuinkers, rauw                                | 13                   |
| bieslook, rauw                                | 10                   |
| zuring, rauw                                  | 10                   |
| andijvie, rauw                                | 10                   |
| Galicische kool, rauw                         | 9                    |
| broccoli, rauw                                | 8                    |
| venkel bladeren                               | 7                    |
| Chinese boksdoorn, Gewone boksdoorn, gedroogd | 6                    |
| peperwortelboom bladeren, rauw                | 6                    |
| snijbiet, rauw                                | 4                    |